# Montereyden
Montereyden (Pinus radiata) is een soort uit het geslacht den (Pinus). De soort is afkomstig uit Californië in de buurt van de Montereybaai.

## Determinatie
Montereyden is een boomvormende conifeer die een hoogte kan bereiken van ± 30 m. De kroon is kegelvormig en wordt breder met het ouder worden. De top wordt dan ronder. De boom heeft takken vanaf de grond. De schors is donkerbruin of grijzig en heeft diepe groeven.
De knoppen zijn bruinachtig, puntig en zijn bedekt met hars. Ze worden 1–2 cm lang. Montereyden heeft smalle, heldergroene naalden die in bosjes van drie bijeen staan. Ze worden 10–15 cm lang.
De kegels zijn groot en onregelmatig, hoekig eirond en afgeplat bij de voet. Ze worden minimaal 7 × 5 cm groot en maximaal 14 × 8 cm groot. De kegels zijn voorzien van grote, glanzende bruine schubben. Meestal staan ze in groepjes van een stuk of vijf bijeen en blijven vele jaren aan de boom zitten. Mannelijke bloemen verschijnen in maart aan de voet van nieuwe takjes.

## Toepassingen

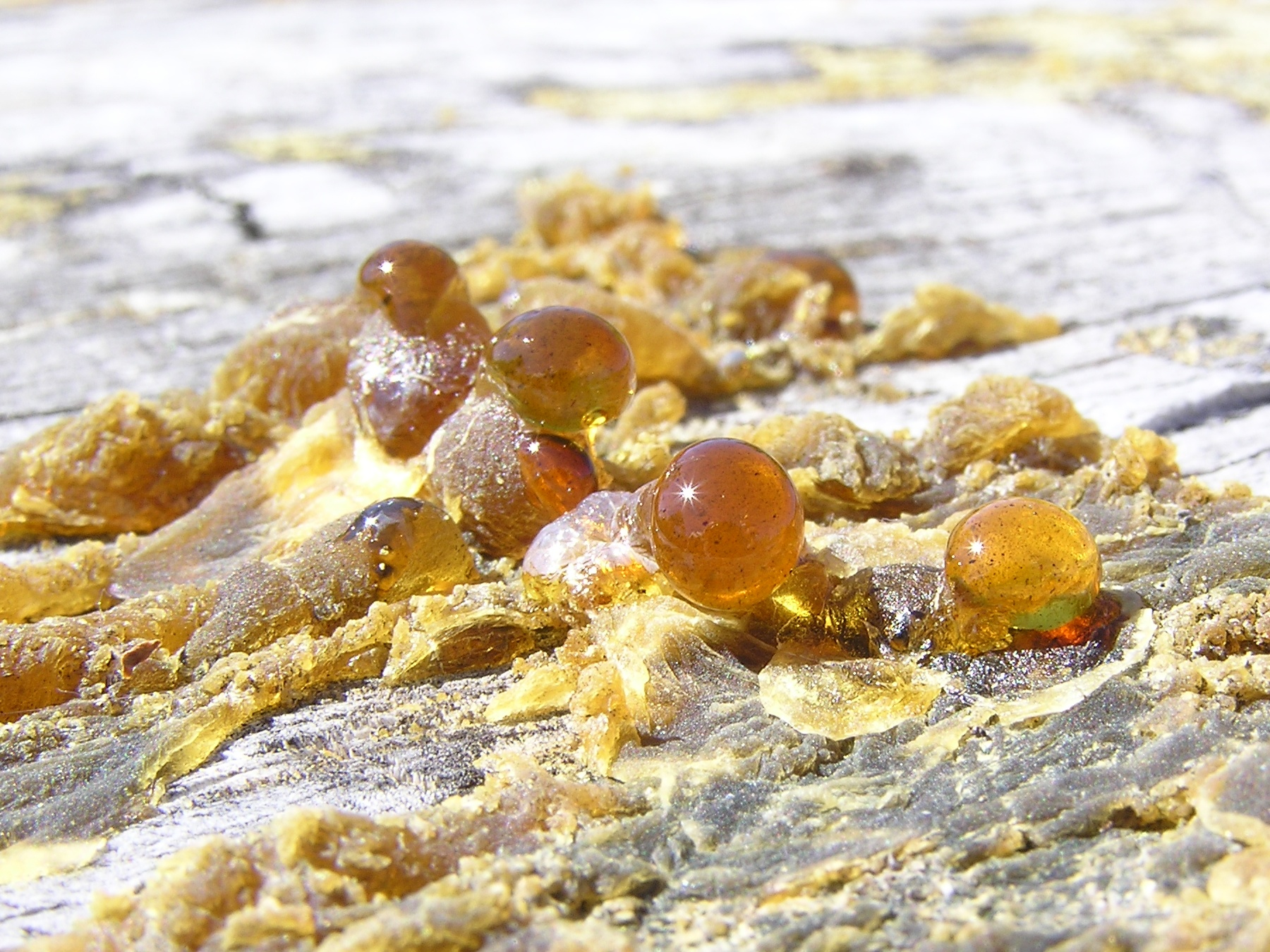
Hars dat nog steeds uit een stomp van een zeven jaar tevoren gekapte boom druppelt.

Vooral vanwege haar snelle groei en relatief hoge tolerantie voor (zee)wind en zeesproei is montereyden geïmporteerd naar verscheidene andere delen van de wereld en is daar aangeplant om schermbosschages mee te vormen langs de kust. Zo is de soort is op grote schaal aangeplant in Spanje, Zuid-Afrika, Australië en Nieuw-Zeeland. In mindere mate wordt ze ook gebruikt in de gematigde kuststreken van West-Europa. Ook het hout van montereyden wordt gebruikt en kan (mede) een motief vormen voor het aanplanten van de soort. Voorts wordt montereyden ook gebruikt als sierplant.
... · 
P. albicaulis (asgrijze den) · 
P. aristata (stoppelden) · 
P. balfouriana (vossenstaartden) · 
P. brutia (Turkse den) · 
P. canariensis (Canarische den) · 
P. cembra (alpenden) · 
P. contorta (draaiden) · 
P. densiflora (Japanse rode den) · 
P. halepensis (aleppoden) · 
P. heldreichii (Bosnische den) · 
Pinus hwangshanensis · 
P. jeffreyi (jeffreyden) · 
P. koraiensis (Koreaanse den) · 
P. lambertiana (suikerden) · 
P. longaeva (langlevende den) · 
P. monophylla · 
P. monticola (Amerikaanse witte den) · 
P. mugo (bergden) · 
P. muricata (bishopden) · 
P. nigra (zwarte den) · 
P. nigra subsp. laricio (Corsicaanse den)  · 
P. nigra subsp. nigra (Oostenrijkse den) · 
P. palustris (moerasden) · 
P. parviflora (Japanse witte den) · 
P. peuce (Macedonische den) · 
P. pinaster (zeeden) · 
P. pinea (parasolden) · 
P. ponderosa (gele den) · 
P. pumila (Siberische dwergden) · 
P. radiata (montereyden) · 
P. strobus (weymouthden) · 
P. sibirica (Siberische den) · 
P. sylvestris (grove den) · 
P. thunbergii (Japanse zwarte den) · 
P. wallichiana (tranenden) · 
...